# Klaus Rosenfeld

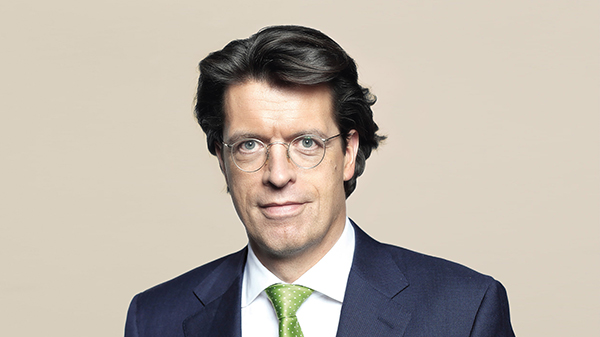
Klaus Rosenfeld

Klaus Rosenfeld (* 6. Mai 1966 in Bonn) ist seit dem Juni 2014 Vorstandsvorsitzender der Schaeffler AG.

## Leben und Karriere
Rosenfeld wuchs mit seinen beiden Brüdern in Hamm in Westfalen auf, wo sein Vater Richter am Oberlandesgericht war.
Nach dem Abitur am Beisenkamp-Gymnasium im Hamm im Jahr 1985 absolvierte er eine Ausbildung zum Bankkaufmann bei der Dresdner Bank und im Anschluss daran seinen Wehrdienst als Funker bei der Marine. An der Universität Münster studierte er bis zu den Diplom-Examina 1993 Betriebs- und Volkswirtschaftslehre. Nebenher spielte er im Universitätsorchester Violine. 1993 kehrte er wieder zur Dresdner Bank zurück und arbeitet dort bis 1997 im Bereich Spezialfinanzierung des Investment Bankings. 1997 wurde er Vorstandsassistent von Bernhard Walter. Im April 2001 wurde er zum Mitglied des Vorstands berufen und Generalbevollmächtigter sowie Mitleiter für Finanzen und Controlling und verantwortete von 2002 bis 2009 als CFO die Bereiche Finanzen & Controlling, Compliance und das Beteiligungsgeschäft der Bank (Corporate Investments).
Im März 2009 wechselte er als Finanzvorstand zum Autozulieferer Schaeffler. Im Herbst 2013 übernahm er interimistisch den Posten des CEOs von seinem Vorgänger Jürgen Geißinger. Im Juni 2014 wurde er dann für fünf Jahre zum regulären CEO  bestellt und sein Vertrag im Oktober 2018 bis Mitte 2024 verlängert. Im Dezember 2023 gab Schaeffler eine erneute Vertragsverlängerung um weitere 5 Jahre bekannt.
Rosenfeld ist verheiratet und hat vier Kinder.

## Auszeichnungen
- 2009: CFO des Jahres[9][10]